# Araujia sericifera
Araujia sericifera là một loài thực vật có hoa trong họ La bố ma. Loài này được Brot. mô tả khoa học đầu tiên năm 1818.

## Hình ảnh

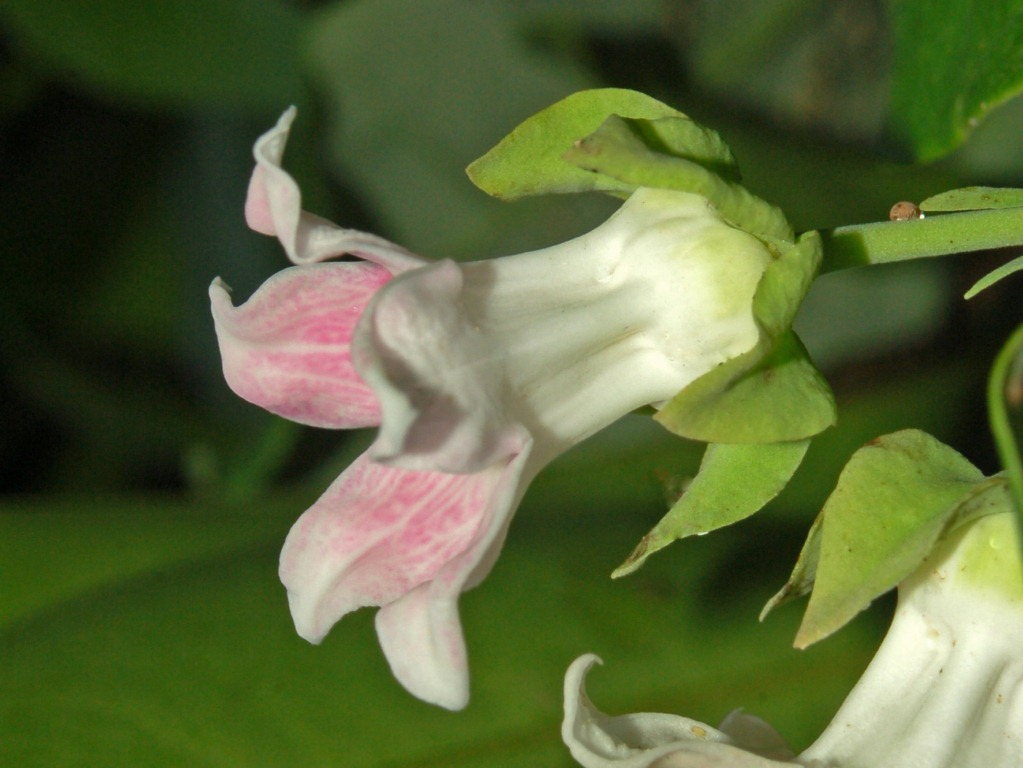
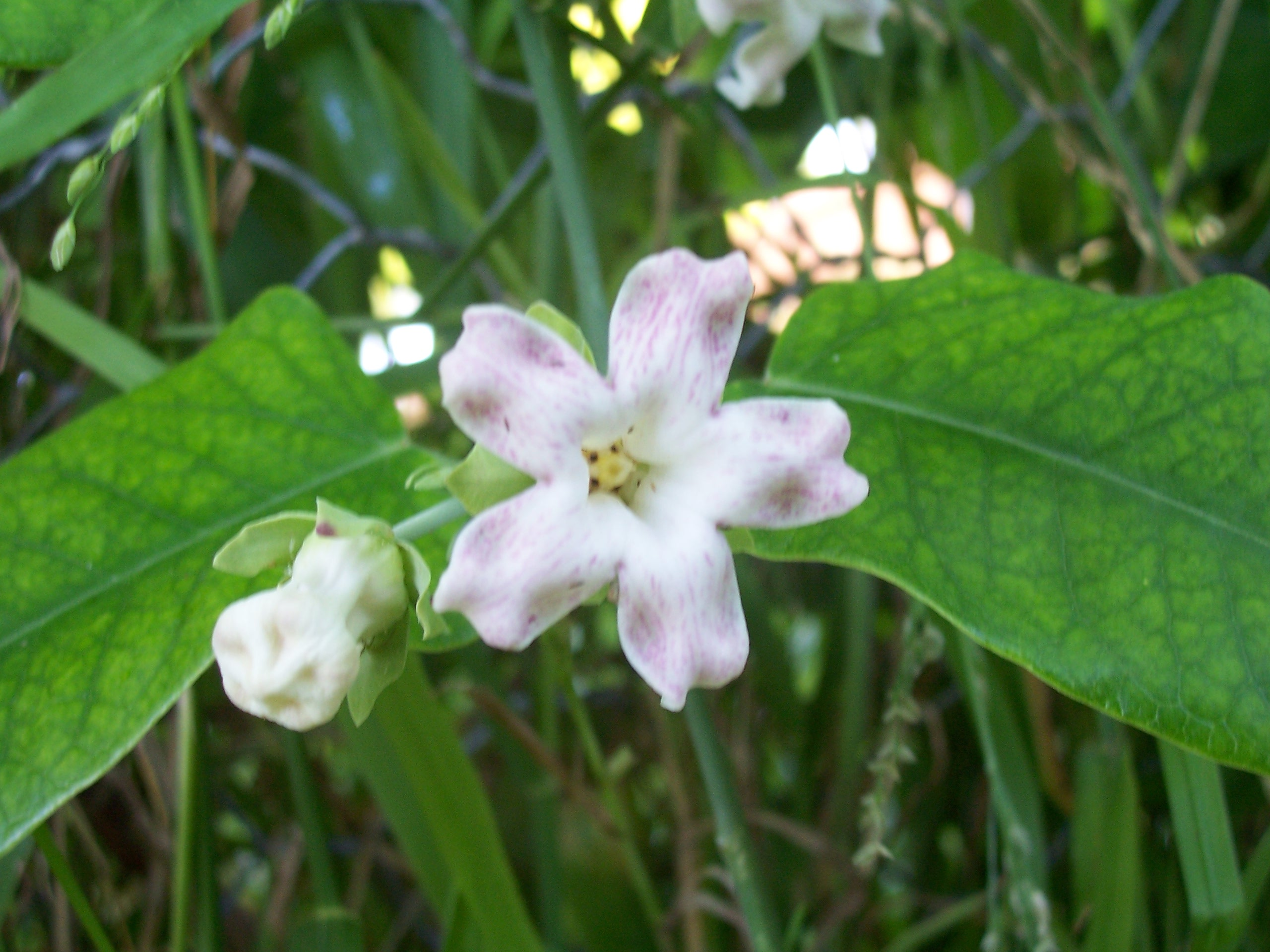
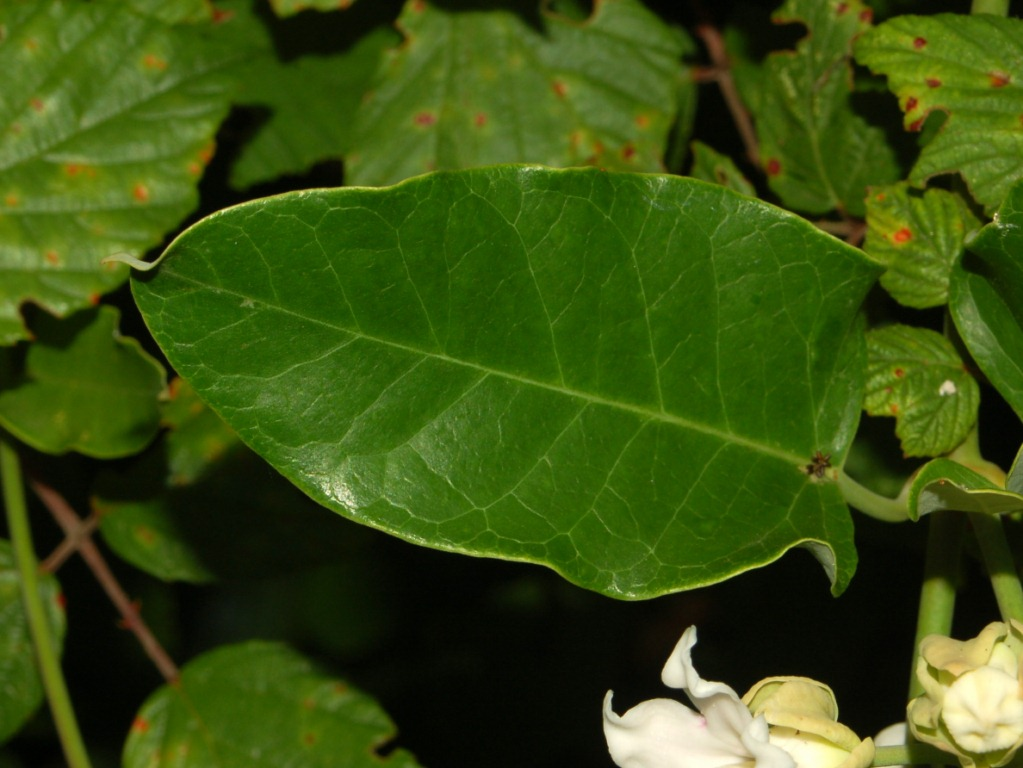
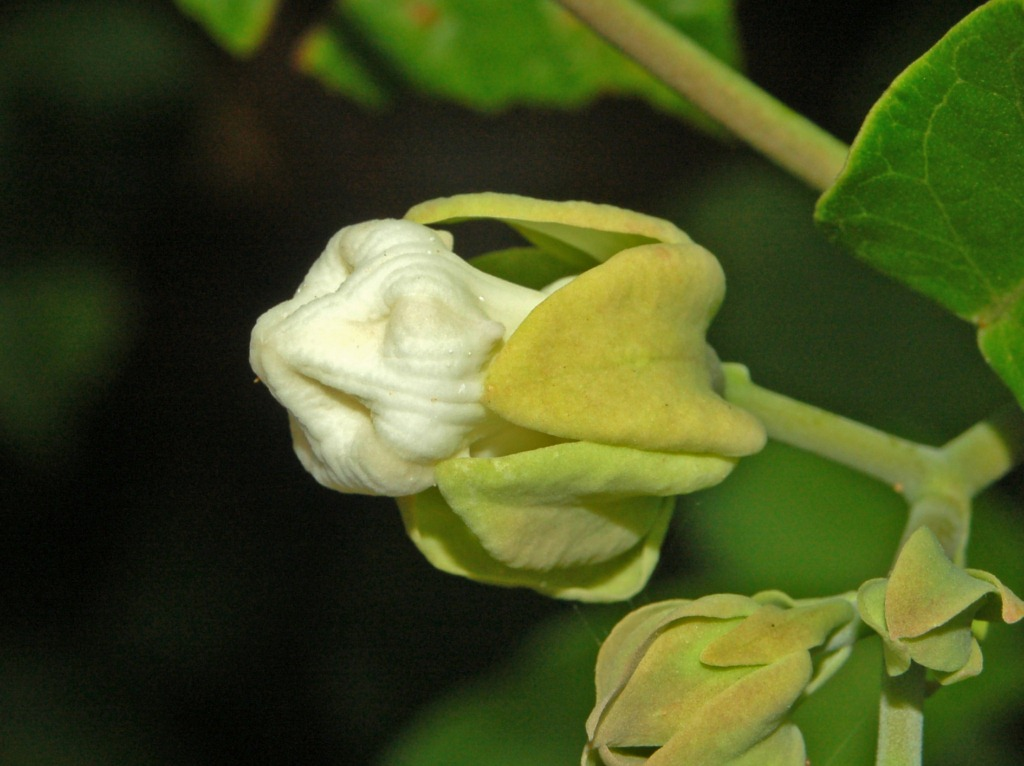